# Silène enflé
Silene vulgaris
Espèce
Classification phylogénétique
Synonymes
- Silene inflata

Le Silène enflé , Silène commun ou Claquet (Silene vulgaris) est une plante herbacée vivace de la famille des Caryophyllacées.

## Description

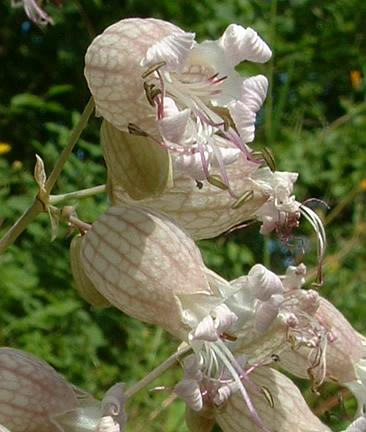
Fleurs

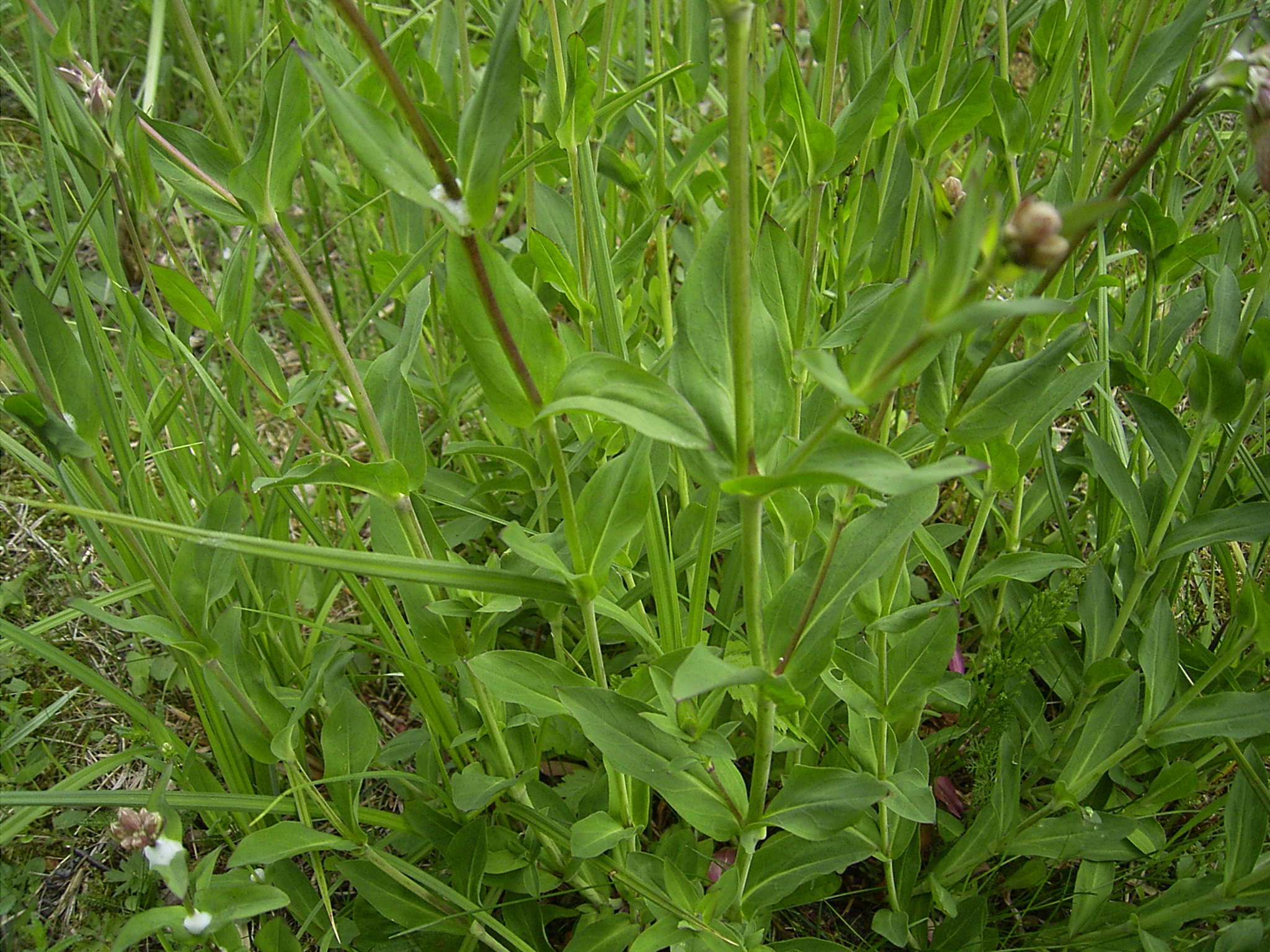
Feuillage

### Appareil végétatif
Ce silène, d'aspect variable, généralement glabre ou légèrement pubescente, est une hémicryptophyte d'une hauteur de 20 à 60 cm. Les racines partant de sa souche ligneuse peuvent pénétrer à une profondeur d'1 m. Ses feuilles opposées, sessiles, ovales ou lancéolées, aiguës au sommet, entières, d'un vert bleuté, sont un peu caoutchouteuses au toucher. Les feuilles inférieures sont atténuées à la base. Sa tige unique dressée devient rameuse au sommet.

### Appareil reproducteur
La floraison a lieu d'avril à août. L'inflorescence  est une cyme bipare qui porte de 3 à 20 fleurs blanches très facilement reconnaissables par leurs 5 pétales libres profondément échancrés au sommet, mais surtout par leur calice formé de 5 sépales soudés, renflé en vessie, à 20 nervures ramifiées en réseau. Ce silène gynodioïque a une période de floraison d'avril à octobre et une pollinisation entomogame (essentiellement des papillons). Son fruit est une capsule à graines anémochores.

## Habitat et répartition
Espèce héliophile pionnière, on la rencontre dans des friches, pelouses, coupes forestières, moissons, bord des chemins et talus herbeux, terrains vagues, éboulis. Elle est présente surtout sur substrats calcaires et plus spécifiquement dans des déblais miniers, haldes et pelouses calaminaires.
Plante à répartition cosmopolite, elle est commune en France.
L'espèce est présente dans tout le bassin méditerranéen.

## Sous-espèces et variétés

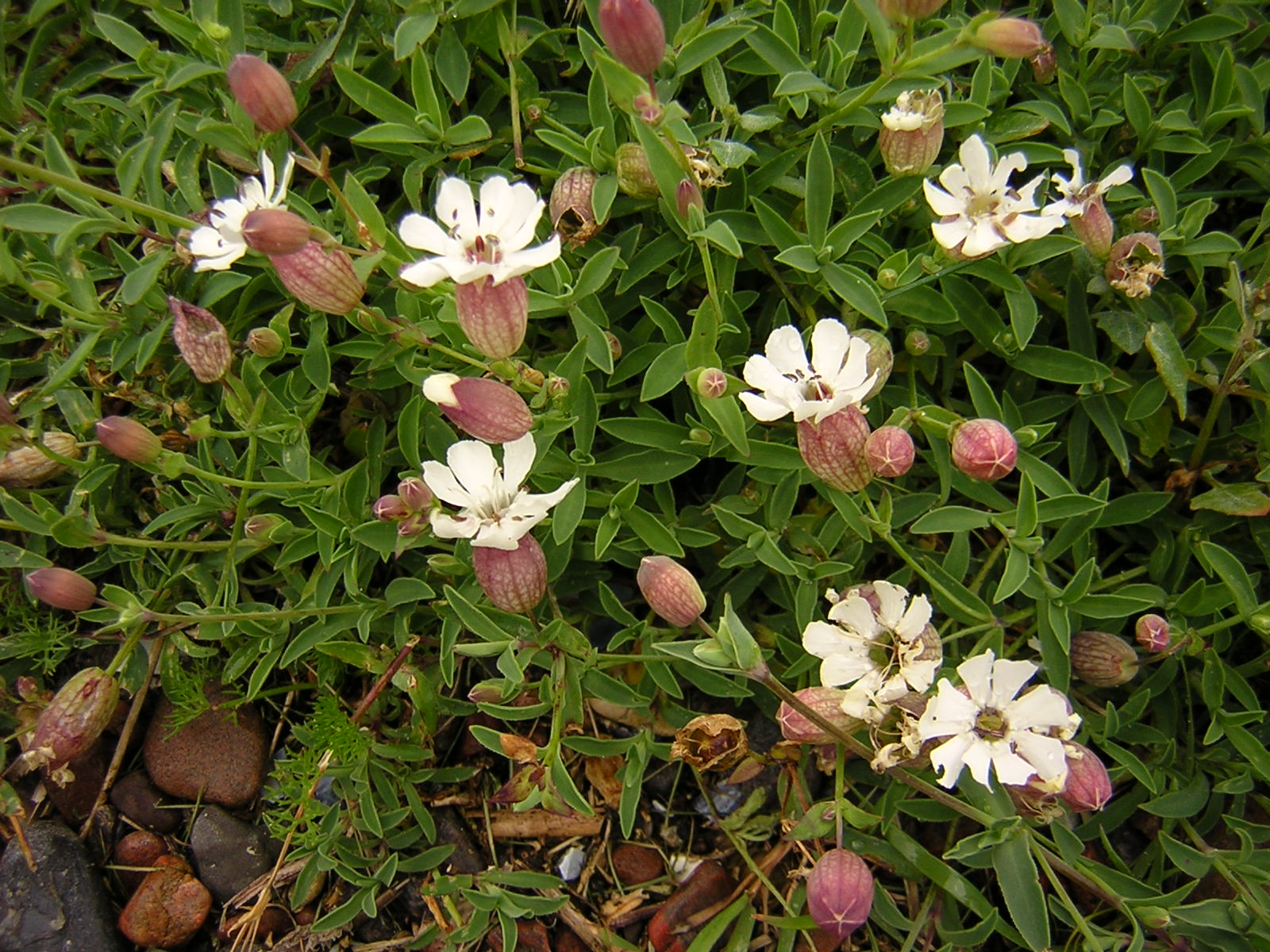
Silene vulgaris subsp. maritima, Silène maritime.

- Silene vulgaris (Moench) Garcke subsp. vulgaris :  Friches vivaces rudérales pionnières, mésoxérophiles, médioeuropéennes, thermophiles.
- Silene vulgaris (Moench) Garcke subsp. vulgaris var. latifolia :  Prairies médioeuropéennes, mésohydriques, fauchées, subalpino-alpiennes, neutroclines.
- Silene vulgaris (Moench) Garcke subsp. angustifolia Hayek : Arrière-dunes maritimes submobiles, thermophiles, méditerranéennes occidentales, xérophiles.
- Silene vulgaris (Moench) Garcke subsp. bastardii (Boreau ex J.Lloyd) auct. : Pelouses vivaces des lithosols compacts (dalles), acidophiles, eu-atlantiques.
- Silene vulgaris (Moench) Garcke subsp. glareosa (Jord.) Marsden-Jones & Turrill : Éboulis fins, médioeuropéens, basophiles, planitiaires à montagnards, héliophiles.
- Silene vulgaris (Moench) Garcke subsp. humilis (R.Schub.) Rauschert : Pelouses métallicoles médioeuropéennes.
- Silene vulgaris (Moench) Garcke subsp. maritima (With.) Á.Löve & D.Löve var. maritima : Pelouses aérohalines submaritimes atlantiques.
- Silene vulgaris (Moench) Garcke subsp. maritima (With.) Á.Löve & D.Löve var. montana (Arrond.) : Kerguélen des rivages submaritimes boréaux, sur galets et graviers.
- Silene vulgaris (Moench) Garcke subsp. prostrata (Gaudin) Schinz & Thell. : Éboulis médioeuropéens.
- Silene vulgaris (Moench) Garcke subsp. thorei (Dufour) Chater & Walters : Pelouses sabulicoles maritimes, thermoatlantiques.

Données d'après : Julve, Ph., 1998 ff. - Baseflor. Index botanique, écologique et chorologique de la flore de France. Version : 23 avril 2004. 

## Utilisations

### Usages culinaires
Il est communément appelé « pétard », « péterolle », « péteux » au Québec puisqu’il est amusant de le faire éclater en pinçant son orifice, pour emprisonner l'air, avant de le frapper brusquement sur le dos de l'autre main. Pour la même raison, on l'appelle usuellement « claquet » et « pétarel » dans tout le sud de la France.
Les jeunes feuilles récoltées avant la floraison peuvent être consommées en potages, salades ou légumes, finement hachées pour être incorporées dans des omelettes. Les jeunes pousses de silène enflé sont tendres et croquantes. Leur saveur légèrement sucrée rappelle un peu celle des asperges puis des petits pois. Avec l'âge, les feuilles deviennent coriaces et amères, mais peuvent être cuites à la manière des épinards : soit blanchies d'abord, puis apprêtées par une deuxième cuisson, soit sautées rapidement à l'huile ou au beurre.
En Italie orientale (Frioul/Vénétie) le « Silene inflata » est appelé « Sclopit » ou « Sclupit » et considéré comme une herbe aromatique, ses feuilles sont consommées avant la formation des graines, finement hachées dans plusieurs plats traditionnels frioulans : minestra allo sclupit, avec les spaghettini, ou les fruits de mer Saint-Jacques & Langouste.
Dans La Manche, région de l'Espagne, on préparait un gaspacho manchois veuf (gazpacho viudo) dont la base était constituée de feuilles de silène enflé.
En Castille-et-León (Espagne, au nord de Madrid), on prépare une omelette avec les feuilles de silène enflé, appelée Tortilla de Collejas.
Sur l'île d'Ibiza, les feuilles appelées "verdura", sont l'un des ingrédients du "Cuinat", un ragoût végétarien préparé à Pâques.
On trouve encore de la silène sur les marchés en Italie et il est cueilli dans le midi de la France, en Grèce et au Proche-Orient.

### Vertus médicinales
On lui attribue une légère action stimulante douce sur le métabolisme. Les principales substances actives
de cette plante sont des saponines (composés toxiques mais peu absorbés par le corps et éliminés par une cuisson prolongée), des mucilages, du sucre ainsi que de la vitamine C.
Les racines séchées étaient appelées behen album, et utilisées pour leurs propriétés cordiales et céphaliques.

### Autres
En frottant les fleurs ou les feuilles on peut libérer les saponines et s'en servir comme savon de fortune.